# Finlande méridionale
La Finlande méridionale (Etelä-Suomen lääni en finnois, Södra Finlands län en suédois), était une province de Finlande, fondée en 1997 et disparue à l'issue de la réforme territoriale de 2009. Située au sud des provinces de Finlande occidentale et de Finlande orientale, elle comptait 2 140 000 habitants sur 31 872 km2 pour une densité de 67 hab./km2. C'était la province finlandaise la plus peuplée.
Elle avait pour capitale Hämeenlinna et était composée de six régions : 
- Uusimaa (Nyland en suédois),
- Uusimaa de l'Est ou Itä-Uusimaa (Östra Nyland en suédois),
- Kymenlaakso (Kymmenedalen en suédois),
- Kanta-Häme (Egentliga Tavastland en suédois),
- Päijät-Häme (Päijänne Tavastland en suédois),
- et la Carélie du Sud ou Etelä-Karjala (Södra Karelen en suédois).

Au total 88 communes (municipalités) composaient cette province, dont Helsinki, Espoo, Vantaa, Porvoo, Hyvinkää, Kotka, Hämeenlinna.